# Dicranomyia memnon
Dicranomyia memnon är en tvåvingeart som först beskrevs av Alexander 1960.  Dicranomyia memnon ingår i släktet Dicranomyia och familjen småharkrankar.
Artens utbredningsområde är Madagaskar. Inga underarter finns listade i Catalogue of Life.